# Asplenium maxonii
Asplenium maxonii là một loài dương xỉ trong họ Aspleniaceae. Loài này được Lellinger mô tả khoa học đầu tiên năm 1985.